# Necrolemur
Genre
Espèces de rang inférieur
- † Necrolemur antiquus Filhol, 1873 (espèce type)
- † Necrolemur zitteli

Necrolemur est un genre éteint de primates de la famille des Omomyidae.
Ses fossiles sont connus en France, en Suisse et en Espagne ; ils datent de l'Éocène terminal (Priabonien), il y a environ entre 38 et 34 Ma (millions d'années).

## Description
Ce primate de petite taille (25 centimètres de long) devait ressembler aux tarsiers actuels avec de très grands yeux et de grandes oreilles, typiques de leur activité de chasse  nocturne.